# Småtjärnarna (Säbrå socken, Ångermanland)
Småtjärnarna är en sjö i Härnösands kommun i Ångermanland och ingår i Ångermanälven-Gådeåns kustområde.